# Крус, Хилари
Хилари Крус (англ. Hilary Carol Cruz; род. 4 декабря 1988, Луисвилл, Колорадо, США) — американская модель, победительница конкурса красоты «Юная Мисс США 2007».

## Биография
Хилари Крус родилась 4 декабря 1988 года в Луисвилле, штат Колорадо. Окончила школу Centaurus High School в 2007 году. В настоящее время посещает Нью-Йоркскую Киноакадемию.

## Юная Мисс Колорадо
В 2006 году завоевала титул Юная Мисс Колорадо 2007 и получила возможность участвовать в национальному конкурсе.

## Юная Мисс США
В 2007 году, Хилари Крус стала победительницей в национальном конкурсе Юная Мисс США 2007, проходившая в Пасадине в Калифорнии 24 августа 2007 года. Она стала первой победительницей из штата Колорадо в истории Юная Мисс США и Мисс США.

## Телевидение
Участвовала в новом шоу Дональда Трампа — Pageant Place с участием Рэйчел Смит, Риё Мори и Кэти Блэр (в прошлом Юная Мисс США 2006). Трансляция шоу началась 10 октября, 2007 года. В 2012 году получила роль роль в клипе Майкла Аддисона «Come Back To Me».

## Примечание
1. ↑  McGhee, Tom (26 августа 2007). Louisville teen is USA's crown jewel. Denver Post. Архивировано 24 сентября 2015. Дата обращения: 27 августа 2007.